# Gilad Erdan
Gilad Menashe Erdan (se citește Ghilad, în ebraică: גלעד מנשה ארדן, n. 30 septembrie 1970, Așkelon, Israel) este un politician și diplomat israelian, între 2020-2024 delegatul permanent al Israelului la Națiunile Unite, din 2024 presedintele organizatiei mondiale Maghen David Adom (corespondentul israelian și evreiesc al Crucii Roșii)
În trecut, între 2003-2020 a fost deputat în Knesset din partea partidului de centru-dreapta Likud și a fost ministru în guverne ale Israelului sub conducerea lui Binyamin Netanyahu: ministrul pentru ocrotirea mediului înconjurător (2009-2013), ministrul comunicațiilor (2013-2014), ministru pentru spatele frontului (2013-2014), ministrul de interne (2014-2015), ministrul securității publice (2015-2020), ministrul pentru probleme strategice
și diplomație publică (2015-2020) și ministrul pentru cooperarea regională (2020). A mai fost și ambasador al Israelului în Statele Unite (ianuarie-noiembrie 2021).

## Biografie

### Copilărie și tinerețe
Erdan s-a născut în 1970 la Ashkelon ca primul dintre cei patru copii ai unei familii de evrei  . Mama sa, Yehudit, este psiholoagă, născută în Ungaria, iar tatăl, Avinoam Erdan, născut în România a fost profesor, și apoi, a devenit avocat. Erdan a copilărit în Ashkelon, apoi a studiat la un liceu religios iudaic, ieșiva liceală „Netiv Meir” din Ierusalim. Serviciul militar obligatoriu l-a efectuat ca ofițer în intendența militară, fiind lăsat la vatră cu rangul de căpitan (seren). În timpul serviciului militar a renunțat la practica religioasă cotidiană. Ulterior a studiat dreptul la Universitatea Bar Ilan. Deja ca student a activat în politică, participând la campaniile de protest ale opoziției de dreapta împotriva Acordurilor de la Oslo. După  un stagiu de specializare în biroul avocatului Dov Weissglas, în 1996 a fost autorizat ca avocat. Erdan a terminat cu distincție și titlul de master în științele politice la Universitatea Tel Aviv.  
O vreme a îndeplinit funcția de director general al Uniunii antreprenorilor și constructorilor din Israel.

### Cariera politică
Erdan a fost inițial asistent politic-parlamentar al lui Ariel Sharon, când acesta a fost deputat în Knesset din partea opoziției. Apoi a fost consilier al primului ministru Netanyahu și director al secției de reclamații la oficiul primului ministru. De asemenea a îndeplinit funcția de președinte al organizației de tineret a partidului Likud. 
La alegerile preliminare din Likud pentru al 15-lea Knesset s-a situat pe locul 26 și nu a intrat în parlament. În schimb la alegerile pentru Knessetul al 16-lea, fiind pe locul al 28-lea pe lista Likudului, a intrat oentru prima data în Knesset, pe poziția destinată tineretului din Likud.
În Knessetul al 16-lea Erdan s-a numărat printre opozanții cei mai vehemenți împotriva dezangajării militare a Israelului din Fâșia Gaza și a numit acest plan al guvernului Sharon și atitudinea față de colonii evacuați cu forța din Gush Katif „o crimă la nivel național”. La începutul activității sale parlamentare a refuzat propunerea ministrului de externe Silvan Shalom de a fi numit ambasador al Israelului la O.N.U.  
În martie 2005 a fost ales președinte al asociației Al-Sam, care se ocupa cu tratamente de dezintoxicare pentru copii si tineri dependenti de droguri.
La alegerile preliminare în Likud  pentru Knessetul al 17-lea Erdan a fost ales pe locul doi, dar pe lista Likudului pentru parlament a fost postat pe locul al patrulea. În parlament Erdan a fost un deputat deosebit de activ, intre altele in domeniul legislatiei cu privire la siguranța traficului rutier și a condus lobby-ul pentru lupta pentru prevenirea 
accidentelor de circulație. A fost ales, alături de deputata Orit Noked în comisia de alegere a judecătorilor și a condus Comisia economică a Knessetului. 
În 2009 a fost iarăși ales pe locul al doilea între candidații Likudului la Knesset și a devenit pentru prima oară ministru - al protecției mediului înconjurător și ministru pentru relațiile guvernului cu Knessetul. 
La alegerile următoare pentru Knessetul al 19-lea, din nou foarte popular, Erdan a fost ales iarăși pe locul doi în partidul său. A devenit ministru al comunicațiilor, al spatelui frontului și membru în cabinetul politic și de apărare.
După demisia ministrului de interne Gideon Saar Erdan  a fost numit in locul acestuia.
La alegerile preliminare în Likud pentru al 20-lea Knesset Erdan s-a situat pe locul întâi și a fost postat pe locul al doilea pe lista partidului, după premierul Netanyahu. 
Organizația Or Yarok l-a ales ca „omul deceniului” în lupta contra accidentelor rutiere. De asemenea în 2008 a primit medalia Globul verde (Globus Yarok) pentru activitatea sa pentru apărarea mediului.
La alcătuirea celui de-al 34 guvern, după ce Netanyahu a refuzat să-l numească concomitent ministru de interne și al securității publice, Erdan a decis să nu mai facă parte din guvern. În cele din urmă, s-a răzgândit și a preluat funcția de ministru al securitătii publice și ministru pentru probleme strategice.  
A vrut sa-l numească pe generalul de brigadă Gal Hirsh ca inspector general al poliției israeliene, dar, din cauza unei anchete polițienesti contra acestuia, a trebuit, la ordinul consilierului juridic al guvernului, Weinstein, să renunțe la numire și să-l propună pentru acest post pe Roni Alsheikh, șeful adjunct al Șin Bet.   
În timpul cadenței sale ca ministru în anii 2015-2016 poliția și grănicerii israelieni s-au măsurat cu un val de acte de teroare (înjunghieri, călcări cu mașinile, și focuri de armă) ale unor arabi palestineni și israelieni, în care au fost uciși 43 israelieni. Forțele de securitate au fost întărite mai ales în zona Ierusalim, și au izbutit să neutralizeze sute de teroriști, 270 dintre aceștia fiind uciși.De asemenea în 2016 țara s-a aflat în fața unui val de incendii, unele suspectate ca voluntare.  
În anul 2019 a luat măsuri contra criminalității în sectorul arab al Israelului, unde în acel an au murit de moarte violentă 70 de locuitori arabi. În acest scop a negociat cu partidul Lista arabă unită.
În mnai 2020 Erdan a acceptat propunerea lui Netanyahu de a fi numit ambasador al Israelului la O.N.U. și apoi și ca ambasador la Washington (ianuarie-noiembrie 2021). Un timp scurt a funcționat, înainte de aceste numiri, ca ministru pentru cooperare regională.
În iunie 2022 a fost ales vicepreședinte al Adunării Generale a O.N.U:

### Viața privată
Gilad Erdan este căsătorit cu Shlomit și are patru copii. Înainte de plecarea în America, au locuit la Savion.